# Ribeirinha (Horta)
Ribeirinha es una freguesia portuguesa perteneciente al municipio de Horta, situado en la Isla de Faial, Región Autónoma de Azores. Posee un área de 11,27 km² y una población total de 439 habitantes (2001). La densidad poblacional asciende a 39,0 hab/km². Posee 382 electores inscritos.
- Datos: Q2451707
- Multimedia: Ribeirinha (Horta) / Q2451707

1. ↑  Worldpostalcodes.org,código postal n.º 9900-491.